# Kustaa Tiitu
Kustaa Emil Tiitu, född 10 juni 1896 i Lappo, död där 7 juli 1990, var en finländsk politiker och jordbrukare.
Tiitu var jordbrukare i hemkommunen, där han till en början verkade inom kommunalpolitiken och även engagerade sig i Lapporörelsen, bland annat som arrangör av dess första möte 1929. Han tog sedan avstånd från rörelsen och hörde till de politiker som med kraft motarbetade den på det lokala planet; i juli 1932 var han en av försvarsminister Lahdensuos livvakter då ett försök gjordes att röva bort denne i hans hem.
Tiitu var riksdagsman 1945–1958 (agrar) och 1965–1969 (cp) samt 1950–1951 försvarsminister och 1957 kommunikationsminister. Han gjorde en avgörande insats då Lappo stift inrättades 1956. Han erhöll kommunalråds titel 1953.